# Szente, Nógrád
Szente  este un sat în districtul Rétság, județul Nógrád, Ungaria, având o populație de 355 de locuitori (2011). 

## Demografie
Componența etnică a satului Szente
     Maghiari (97,91%)
     Ucraineni (1,19%)
     Romi (0,9%)
Componența confesională a satului Szente
     Romano-catolici (82,54%)
     Reformați (1,97%)
     Fără religie (1,69%)
     Greco-catolici (1,13%)
     Necunoscută (12,68%)
Conform recensământului din 2011, satul Szente avea 355 de locuitori. Din punct de vedere etnic, majoritatea locuitorilor (97,91%) erau maghiari, cu o minoritate de ucraineni (1,19%).  Din punct de vedere confesional, majoritatea locuitorilor (82,54%) erau romano-catolici, existând și minorități de reformați (1,97%), persoane fără religie (1,69%) și greco-catolici (1,13%). Pentru 12,68% din locuitori nu este cunoscută apartenența confesională.